# Buurtzorg
Buurtzorg is een thuiszorgorganisatie die bestaat uit kleine teams die zelfstandig thuiszorg leveren.
Het concept van Buurtzorg lijkt op het oude systeem van wijkverpleging, maar is in 2007 opnieuw in een eigentijdse vorm opgezet. Het bedrijf heeft geen andere managers dan de beide oprichters Jos de Blok en zijn vrouw. Er zijn buurtzorgteams in heel Nederland actief. Een buurtzorgteam bestaat uit opgeleide (wijk)verpleegkundigen samen met wijkziekenverzorgenden. De organisatiestijl is een voorbeeld van Semco-stijl in Nederland. Zo onderscheidt Buurtzorg zich van andere thuiszorgorganisaties en krijgt daardoor ook aandacht vanuit uit het buitenland.